# نقص فسفوفركتوكيناز
نقص الفوسفوفركتوكيناز هو اضطرابٌ استقلابي عضلي نادر مصاحب لنمط وراثي جسمي متنحي.
يؤثر على البشر والثدييات (خاصة الكلاب).  تمت تسميته على اسم الطبيب الياباني سيشيرو تاروي (1927–19) الذي اكتشف ولاحظ الحالة لأول مرة في عام 1965

## عرض

### في البشر
البشري  PFK يصنف نقص
إلى أربعة أنواع: كلاسيكي، ومتأخر الظهور، وطفلي، وانحلالي. تميز هذه الأنواع حسب العمر الذي تبدأ فيه ملاحظة الأعراض والأعراض الحالية.

#### الشكل الكلاسيكي
يعتبر نقص الفسفوفركتوكيناز الكلاسيكي هو النوع الأكثر انتشارا من هذا الاضطراب. يأتي هذا النوع مع تشنجات عضلية ناتجة عن ممارسة الرياضة وضعف، وبيلة عضلية، بالإضافة إلى فقر الدم الانحلالي الذي يسبب البول الداكن بعد بضع ساعات.  فرط حمض يوريك الدم شائع، سببه عدم قدرة الكلى على معالجة حمض البوليك بعد التلف الذي سببه معالجة. يعتبر الغثيان والقيء بعد التمرين الشاق مؤشرًا معروف آخر لنقص الكلاسيكي. يظهر على العديد من المرضى أيضًا مستويات عالية من، مما يسبب ظهور اليرقان. تظهر أعراضه عادةً في مرحلة الطفولة المبكرة.

#### شكل متأخر الظهور
يعد نقص PFK المتأخر، بناءا على دلالة الاسم، شكل من أشكال المرض الذي يظهر فيما بعد.
الاعراض الشائعة المرتبطة بنقص الفوسفوفركتوكيناز المتأخر هي الخلل العضلي والضعف والتعب. العديد من الأعراض الأكثر شدة الموجودة في النوع الكلاسيكي من هذا المرض غير موجودة في الشكل المتأخر

#### الشكل الطفولي
يأتي شكل الفسفوفركتوكيناز على شكل طفلي نادر. غالبًا ما يكونوا الأطفال المصابون بهذا النقص متلازمة الرضع المرنة، تليف المفاصل، علل في الدماغ وعضلة القلب. على الاغلب يعانون الأطفال الذين لديهم النقص العضلي من نوع مشاكل الجهاز التنفسي. نسبة حياة الشكل الطفولي من النقص العضلي منخفضة، ويؤدي إلى الوفاة بسبب فشل الجهاز التنفسي.

#### الشكل الانحلالي
ميزة هذا النوع من الاضطراب هي فقر الدم الانحلالي، بسبب تتحلل خلايا الدم الحمراء قبل أوانها. ضعف العضلات وآلامها غير منشرة في المرضى الذين يعانون من نقص PFK الانحلالي.

### في الكلاب
هيئة شكل الكلاب من المرض يشبه الشكل البشري. تعاني الكلاب التي لديها نقص PFK من فقر الدم الخفيف، ولكن الدائم، مع نوبات الشكل الانحلالي، وضعف تحمل التمارين الرياضية، وبيلة الهيموغلوبين، والأغشية المخاطية الباهتة أو اليرقان. ضعف العضلات والتقلصات اعراض غير شائعة، لكنها غير منتشرة كما هي في نقص PFKM البشري.

## المراحع
1. ↑  "Phosphofructokinase (PFK) deficiency". Canine Inherited Disorders Database. University of Prince Edward Island. مؤرشف من الأصل في 2016-04-13.